# Абелев дифференциал
А́белев дифференциа́л — голоморфный или мероморфный дифференциал на компактной, или замкнутой, римановой поверхности {\displaystyle S}.
Пусть {\displaystyle g} — род поверхности {\displaystyle S;a_{1}b_{1}a_{2}b_{2}\ldots a_{g}b_{g}} — циклы канонического базиса гомологий {\displaystyle S}. В зависимости от характера особенностей различают Абелев дифференциал трёх родов: I, II и III, причём имеют место строгие включения: {\displaystyle {\mbox{I}}\subset {\mbox{II}}\subset {\mbox{III}}}.

## Абелев дифференциалIрода
Абелев дифференциал I рода — это голоморфные всюду на {\displaystyle S} дифференциалы 1-го порядка, которые в окрестности {\displaystyle U} каждой точки {\displaystyle P_{0}\in S} имеют вид {\displaystyle \omega =p\,dz=p(z)\,dz}, где {\displaystyle z=x+iy} — локальная униформизирующая переменная в {\displaystyle U}, {\displaystyle dz=dx+i\,dy}, а {\displaystyle p(z)} — голоморфная, или регулярная, аналитическая функция от {\displaystyle z} в {\displaystyle U}. Сложение абелева дифференциала и умножение на голоморфную функцию определяется естественными правилами: если
{\displaystyle \omega =p\,dz,\ \pi =q\,dz,\ a=a(z),}
то
{\displaystyle \omega +\pi =(p+q)\,dz,\ a\omega =(ap)\,dz.}
Абелев дифференциал I рода образуют векторное пространство {\displaystyle {\mathfrak {A}}} размерности {\displaystyle g}. После введения скалярного произведения
{\displaystyle (\omega ,\pi )=\iint _{S}\omega *{\overline {\pi }},},
где {\displaystyle \omega *{\overline {\pi }}} — внешнее произведение {\displaystyle \omega } на звёздно-сопряжённый дифференциал {\displaystyle {\overline {\pi }}}, пространство {\displaystyle {\mathfrak {A}}} превращается в гильбертово пространство.
Пусть {\displaystyle A_{1}',B_{1}',A_{2}',B_{2}',\ldots ,A_{g}',B_{g}'} суть {\displaystyle A}- и {\displaystyle B}-периоды абелева дифференциала I рода {\displaystyle \omega }, то есть интегралы
{\displaystyle A_{j}=\int _{a_{j}}\omega ,\ B_{j}=\int _{b_{j}}\omega ,\ j=1,2,\ldots ,g.}
Тогда имеет место соотношение
| {\displaystyle \\|\omega \\|^{2}=i\sum _{j=1}^{g}{\big (}A_{j}{\overline {B}}_{j}-B_{j}{\overline {A}}_{j}{\big )}\geqslant 0.} | (1) |

Если {\displaystyle A_{1}',B_{1}',A_{2}',B_{2}',\ldots ,A_{g}',B_{g}'} — периоды другого абелева дифференциала Iрода {\displaystyle \pi }, то
| {\displaystyle i(\omega ,{\overline {\pi }})=\sum _{j=1}^{g}(A_{j}B_{j}'-B_{j}A_{j}')=0.} | (2) |

Соотношения (1) и (2) называются билинейными соотношениями Римана для абелевых дифференциалов I рода. Канонический базис абелева дифференциала I рода, то есть канонический базис {\displaystyle \phi _{1},\phi _{2},\ldots \phi _{g}} пространства {\displaystyle {\mathfrak {A}}}, выбирается таким образом, что
{\displaystyle A_{ij}=\int _{a_{i}}\varphi _{i}=\delta _{ij},}
где {\displaystyle \delta _{ii}=1} и {\displaystyle \delta _{ij}=0} при {\displaystyle j\neq i}. При этом матрица {\displaystyle B}-периодов
{\displaystyle B_{ij}=\int _{b_{j}}\varphi _{ij},\ i,j=1,2\ldots ,g}
симметрическая, а матрица мнимых частей {\displaystyle (\operatorname {Im} B_{ij})} положительно определённая. Абелев дифференциал первого рода, у которого все {\displaystyle A}-периоды или все {\displaystyle B}-периоды равны нулю, тождественно равен нулю. Если все периоды абелева дифференциала I рода {\displaystyle \omega } действенны, то {\displaystyle \omega =0}.